# 君想う、故に我在り
『君想う、故に我在り』（きみおもう、ゆえにわれあり）は、BIGMAMAの5枚目のオリジナルアルバム。2013年3月13日にRX-RECORDSよりリリースされた。

## 概要
前作『君がまたブラウスのボタンを留めるまで』から1年2ヶ月ぶりのリリース。通常盤のみのリリースとなる。また、ビデオクリップ集『母子手帳 2006-2012』と同日リリースである。
アルバムタイトルの『君想う、故に我在り』は哲学者デカルトが提唱した命題『我思う、ゆえに我あり』を、BIGMAMA流に変えたものである。金井政人は、この言葉が生まれた経緯について、「鏡に映る自分が喜んでいるより、相手が嬉しいと思っている方が嬉しい」「自分の感情よりも、人が“嬉しい”と言う方が信じられる」という考えから生まれたと明かしている。また、楽曲によってかなり曲調を変えてある意欲作である。

## 楽曲解説
awasekagami
インストゥルメンタル曲。アウトロがそのまま次曲に繋がっている。
君想う、故に我在り
アルバム表題曲。MVが作られている。
金井は制作時、アルバムの1曲目を意識してサウンドを作った結果、この曲で自分を象徴する言葉を歌いたいと思い、タイトルの「君想う、故に我在り」をこの曲に当てはめたと発言している。
Mr. & Mrs. Balloon
9thシングル曲。アルバムバージョン。
シングルでは清涼飲料水「ゲロルシュタイナー」の音楽プロジェクト「GEROCK」とコラボレーションされていたが、アルバム収録にあたってコラボは外されている。
俯瞰show
9thシングル曲。
Jeffrey Campbellのスケートシューズで
10thシングル曲。

## 収録曲
| 全作詞: 金井政人、全作曲・編曲: BIGMAMA。 |                                          |          |            |      |
| #                                         | タイトル                                 | 作詞     | 作曲・編曲 | 時間 |
| 1.                                        | 「awasekagami」                          | 金井政人 | BIGMAMA    | 0:54 |
| 2.                                        | 「君想う、故に我在り」                   | 金井政人 | BIGMAMA    | 3:09 |
| 3.                                        | 「春は風のように」                       | 金井政人 | BIGMAMA    | 2:19 |
| 4.                                        | 「ファンデーション」                     | 金井政人 | BIGMAMA    | 3:11 |
| 5.                                        | 「RAINBOW」                              | 金井政人 | BIGMAMA    | 4:38 |
| 6.                                        | 「Mr. & Mrs. Balloon」                   | 金井政人 | BIGMAMA    | 3:54 |
| 7.                                        | 「Not too late」                         | 金井政人 | BIGMAMA    | 5:21 |
| 8.                                        | 「auctioMania」                          | 金井政人 | BIGMAMA    | 4:51 |
| 9.                                        | 「ex-extra」                             | 金井政人 | BIGMAMA    | 4:49 |
| 10.                                       | 「俯瞰show」                             | 金井政人 | BIGMAMA    | 3:45 |
| 11.                                       | 「Jeffrey Campbellのスケートシューズで」 | 金井政人 | BIGMAMA    | 4:04 |
| 12.                                       | 「ライフ・イズ・ミルフィーユ」           | 金井政人 | BIGMAMA    | 4:35 |
| 合計時間:                                 | 合計時間:                                | 45:30    |            |      |

## 演奏
- 銘苅麻野：Violin (#2.7)
- 三品芽生：Viola (#2.7)
- 田草川亮太：Cello (#2.5.7)